# 대한민국 민사소송법 제94조
대한민국 민사소송법 제94조는 당사자의 경정권에 대한 민사소송법 조문이다.

## 조문
제94조(당사자의 경정권) 소송대리인의 사실상 진술은 당사자가 이를 곧 취소하거나 경정(更正)한 때에는 그 효력을 잃는다.